# Институт лесоведения РАН
Институт лесоведения Российской академии наук — научно-исследовательское учреждение (Федеральное государственное бюджетное учреждение науки) Российской академии наук, занимающее в европейской части России ведущее место в области лесоведения и лесной экологии. 
Названия:
- полное — Федеральное государственное бюджетное учреждение науки Институт лесоведения Российской академии наук[2];
- укороченное — Институт лесоведения РАН;
- сокращённое — ИЛАН РАН.

## История
Институт лесоведения РАН является преемником и продолжателем научных исследований Института леса АН СССР, организованного в 1944 году партией и Советом Народных Комиссаров Союза ССР (правительством Союза ССР) с участием академика В. Н. Сукачёва и других учёных и работников советской науки.

... СНК СССР не возражает против решения Президиума Академии наук СССР организовать в Москве Институт леса АН СССР ...— Письмо от Управления Делами Совета Народных Комиссаров Союза ССР за № 77-1, от 13 августа 1944 года, на имя Президента АН СССР
 16 октября 1944 года на общем собрании АН Союза ССР директором Института был утвержден академик В.Н. Сукачев.
В 1958 году решением ЦК КПСС Институт леса был переведен в город Красноярск — теперь это Институт леса им. В. Н. Сукачёва СО РАН. Одновременно для продолжения комплексных биогеоценологических исследований в европейской части страны была создана Лаборатория лесоведения АН СССР, её возглавил академик АН СССР В. Н. Сукачев. Лаборатория фактически имела права института, включала несколько научных подразделений, опытные лесничества и стационары.
В 1991 году Лаборатория лесоведения была преобразована в Институт лесоведения РАН. В 2008 — 2009 годах институт отмечал своё пятидесятилетие.

## Руководство
Институтом руководили:
- академик АН СССР В. Н. Сукачёв (1958—1962);
- член-корр. АН СССР А. А. Молчанов (1962—1978);
- академик РАН С. Э. Вомперский (1978—2004);
- к.б.н. Л. И. Савельева (2004—2008);
- д.б.н. М. Г. Романовский (2008—2009);
- член-корр. РАН А. А. Сирин (2009-2020);
- к.б.н., и.о. директора А. Е. Ерофеев[2].

В институте работали многие известные ученые — лесоведы, биологи, почвоведы: Р. М. Алексахин, Л. А. Иванов, С. В. Зонн, Н. Е. Кабанов, Л. О. Карпачевский, В. Ф. Лебков, Г. В. Линдеман, М. А. Нарышкин, С. А. Никитин, А. Я. Орлов, Т. С. Перель, Л. Ф. Правдин, П. М. Рафес, Д. Ф. Соколов, И. И. Судницын, А. И. Уткин, Ю. Л. Цельникер и другие.

## Структура

### Лаборатория лесоводства и биологической продуктивности
- Группа лесоводства
- Группа биологической продуктивности
- Группа лесной фитопатологии

### Лаборатория аридного лесоразведения и лесной зоологии
- Группа аридного лесоразведения
- Группа лесной зоологии

### Лаборатория лесной геоботаники и лесного почвоведения
- Группа лесной геоботаники
- Группа лесного почвоведения

Основными научными направлениями лаборатории являются:
- - исследования природной и антропогенной динамики лесов;
  - анализ биоразнообразия лесов на уровне популяций и экосистем;
  - лесотипологические исследования;
  - рекреационное лесоведение;
  - научные основы выделения особо ценных природных комплексов;
  - техногенная эволюция лесных почв.

#### Сотрудники
- Маслов Александр Анатольевич — д.б.н., с.н.с., зав. лаб. лесной геоботаники и лесного почвоведения
- Рысин Лев Павлович — д.б.н., чл.-корр. РАН, главный научный сотрудник
- Полякова Галина Андреевна — д.б.н., с.н.с., ведущий научный сотрудник
- Лысиков Андрей Борисович — к.б.н., с.н.с., старший научный сотрудник
- Абатуров Александр Васильевич — к.с.-х.н., с.н.с., старший научный сотрудник
- Меланхолин Петр Николаевич — к.б.н., научный сотрудник
- Разгулин Сергей Михайлович — к.г.н., старший научный сотрудник
- Макарова Ольга Алексеевна — старший лаборант

### Лаборатория экологии широколиственных лесов
- Группа биогеоценологии
- Группа лесоэкологического моделирования
- Группа экофизиологии

### Аспирантура
ИЛРАН за счёт бюджетных ассигнований федерального бюджета по программам подготовки научно-педагогических кадров подготавливает в очной аспирантуре по следующим научным специальностям:
- 1.5.15 Экология (1.5. Биологические науки);
- 4.1.6 Лесоведение, лесоводство, лесные культуры, агролесомелиорация, озеленение, лесная пирология и таксация (4.1. Агрономия, лесное и водное хозяйство).